# Unia polsko-litewska

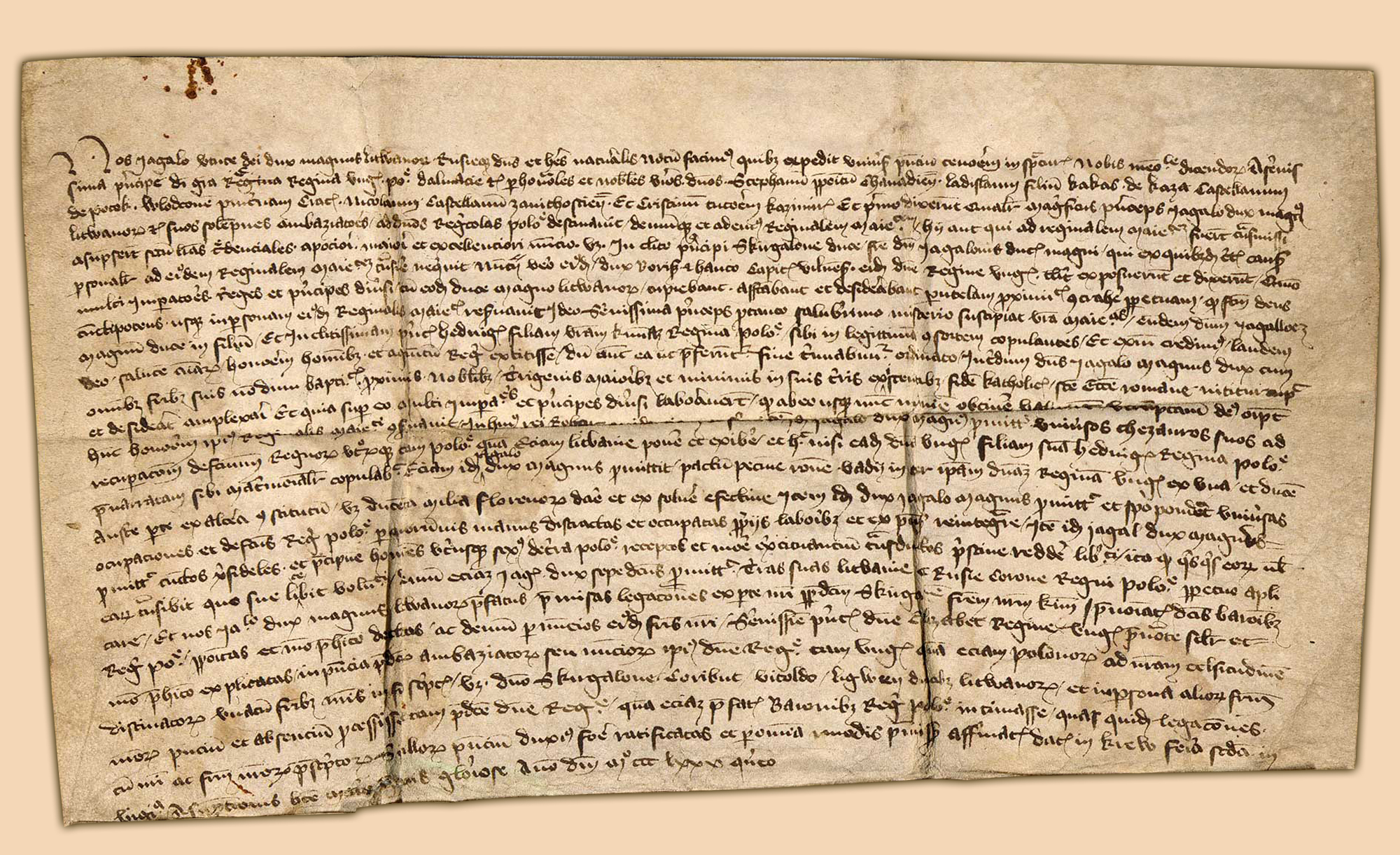
Dokument unii w Krewie (1385)

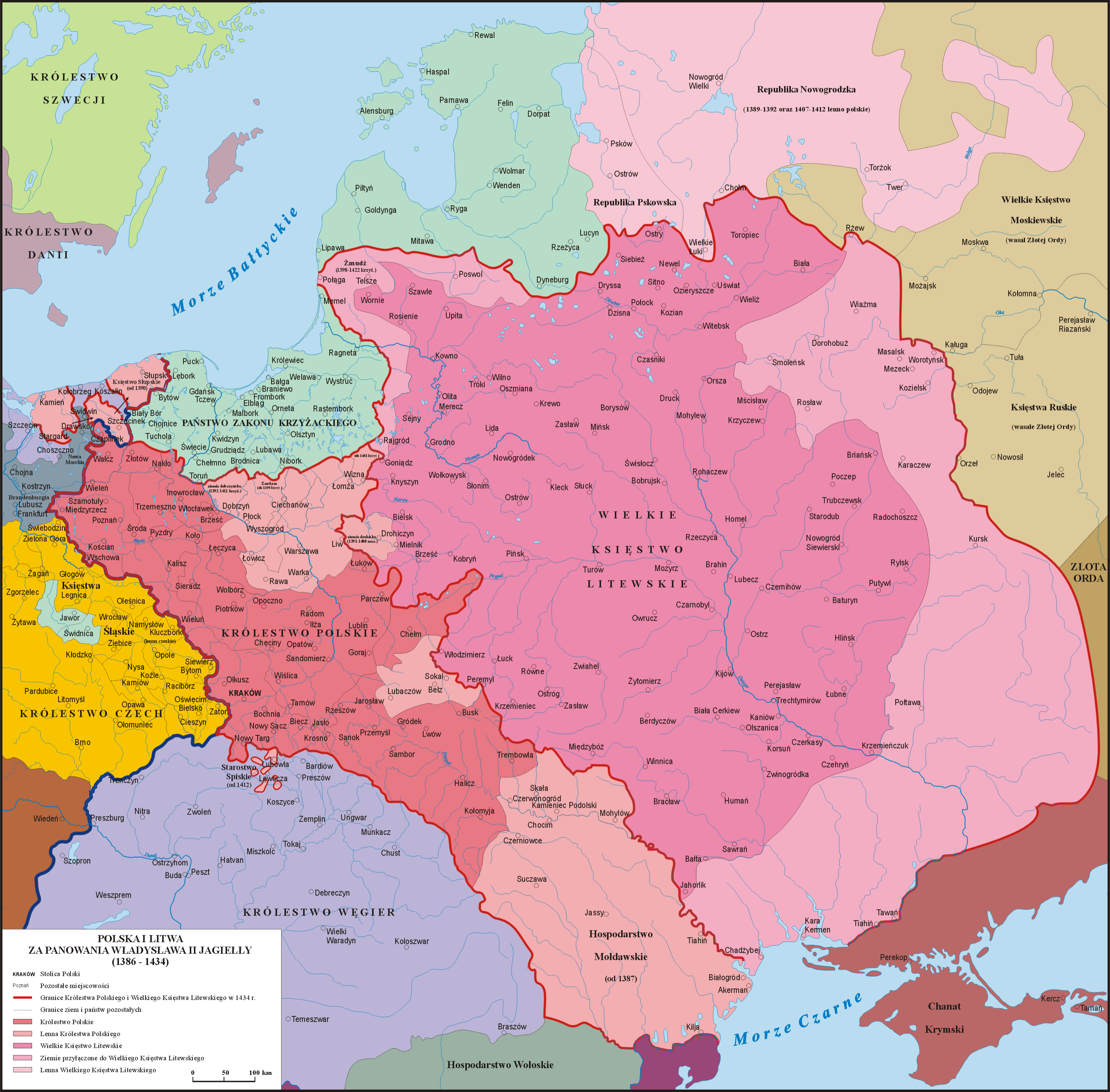
Unia polsko-litewska za panowania Jadwigi (1385–1389) i Jagiełły (1385–1434)

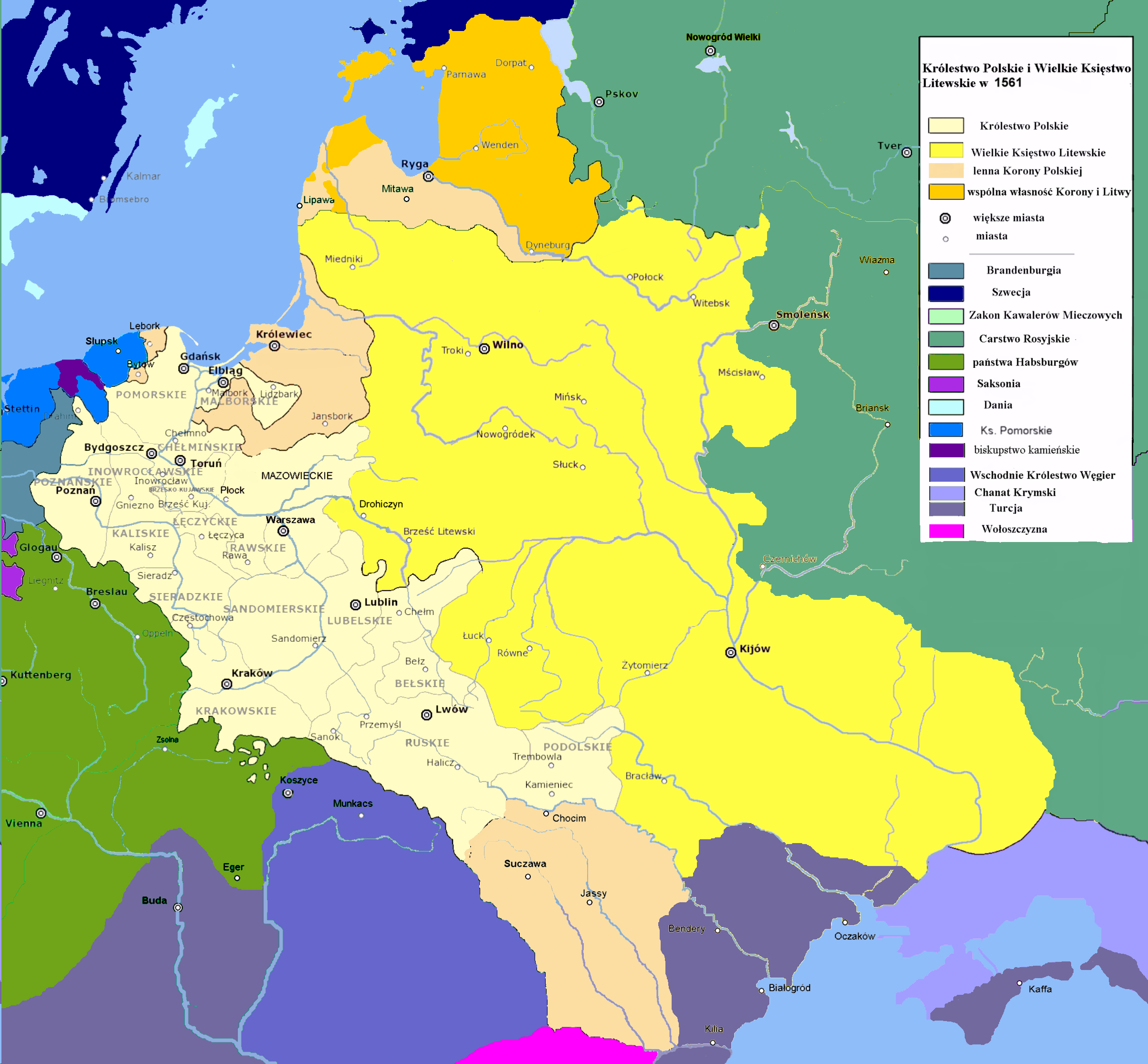
Korona Królestwa Polskiego i Wielkie Księstwo Litewskie przed unią lubelską (1561)

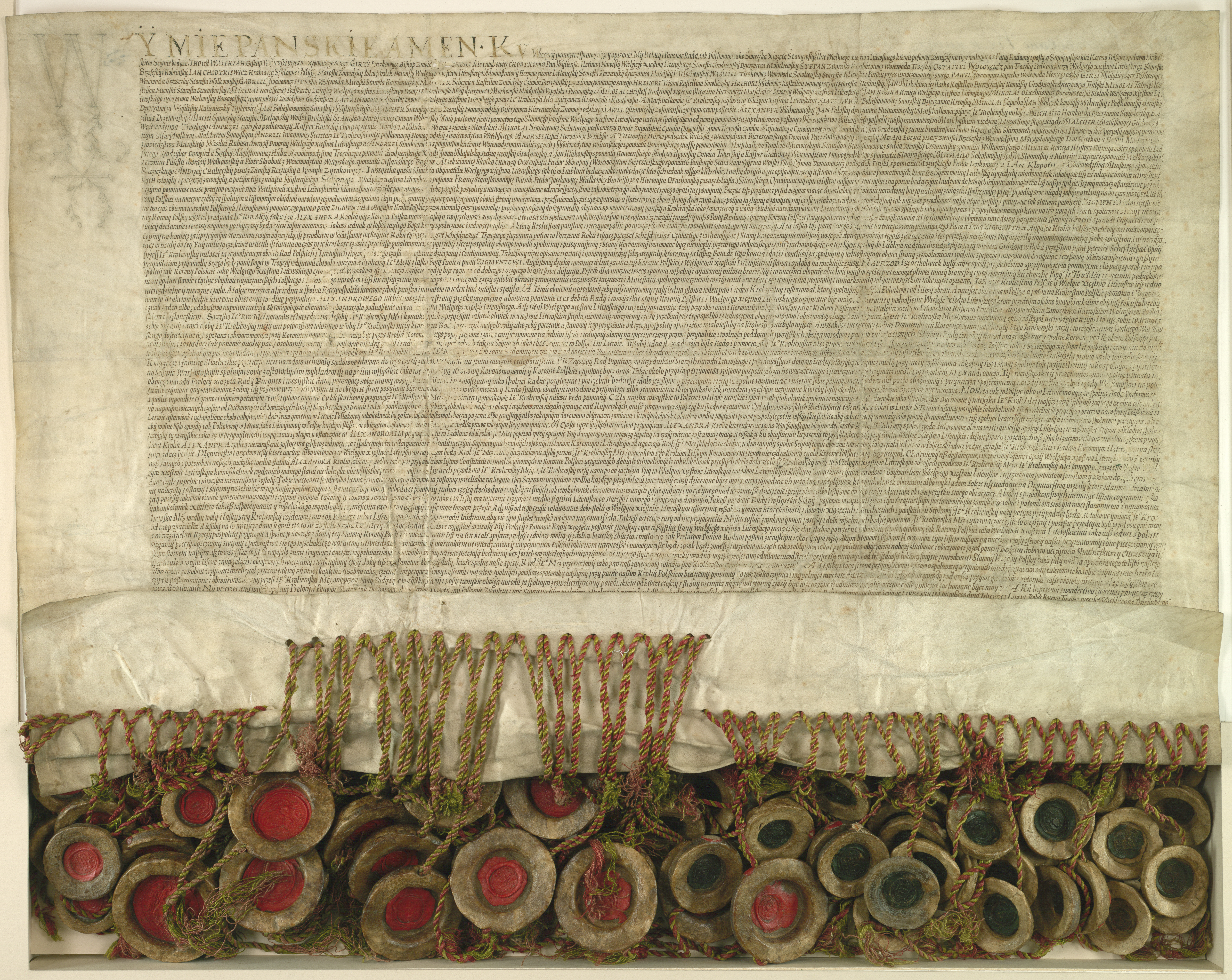
Dokument unii lubelskiej (1569)

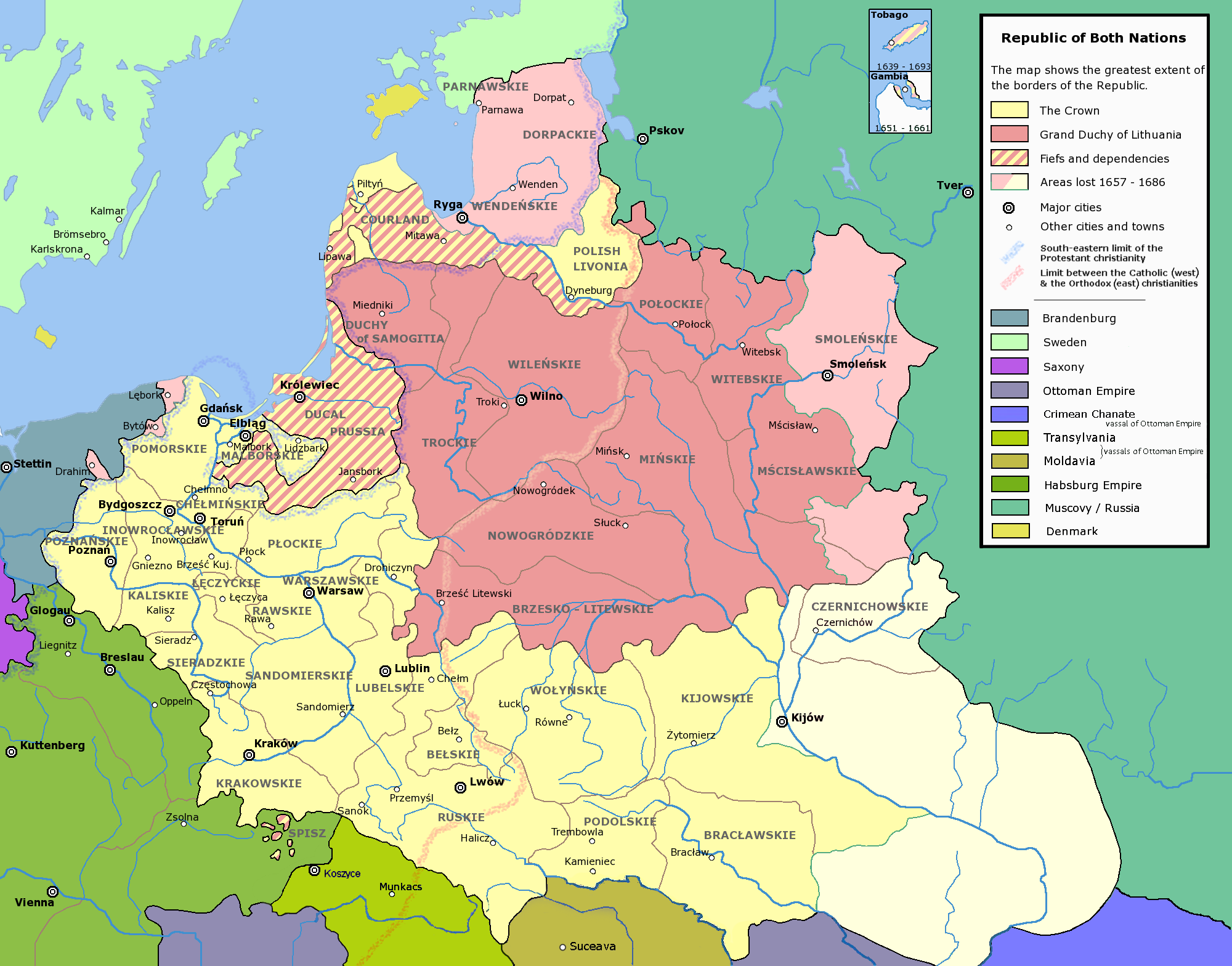
Rzeczpospolita Obojga Narodów ok. 1635

Unia polsko-litewska – związek Korony Królestwa Polskiego i Wielkiego Księstwa Litewskiego. Zapoczątkowany unią w Krewie w 1385, potwierdzany w aktach kolejnych unii i wzmacniany wspólną osobą władcy, ustalony w 1569 aktem unii lubelskiej, tworzącym wspólne państwo, zwane Rzeczpospolitą Obojga Narodów. Realnie istniał do 1795.

## Przyczyny utworzenia
Główną przyczyną utworzenia unii było zagrożenie ze strony krzyżackiej oraz fakt, że Ludwik Węgierski nie pozostawił męskiego potomka. Ludwik chciał pozostawić polski tron swojej córce, ale w tradycji Polski kobieta nie mogła zasiadać na tronie. Nadał więc w 1374 roku polskiej szlachcie przywilej koszycki, stanowiący, że król nie mógł nakładać na nią nowych podatków bez jej zgody. W zamian szlachta zgodziła się na objęcie tronu przez jedną z jego córek (Katarzynę, Marię albo Jadwigę). Ostatecznie koronacja Jadwigi odbyła się w 1384 roku, głównie z powodu jej matki, Elżbiety Bośniaczki, która długo zwlekała z wysłaniem jej do Polski z uwagi na jej młody wiek. Tak długie bezkrólewie wywołało oburzenie magnatów małopolskich, którzy nieustannie grozili, że odmówią Jadwidze prawa do tronu jeśli nie stawi się na koronację. Były to jednak czcze groźby, których ostatecznie nie spełniono. Według Oskara Haleckiego główną przesłanką do zawarcia unii i utworzenia federacji polsko-litewskiej było uniknięcie konfrontacji zbrojnej obu państw na ziemiach ruskich, do których oba rościły swoje pretensje.

## Kalendarium

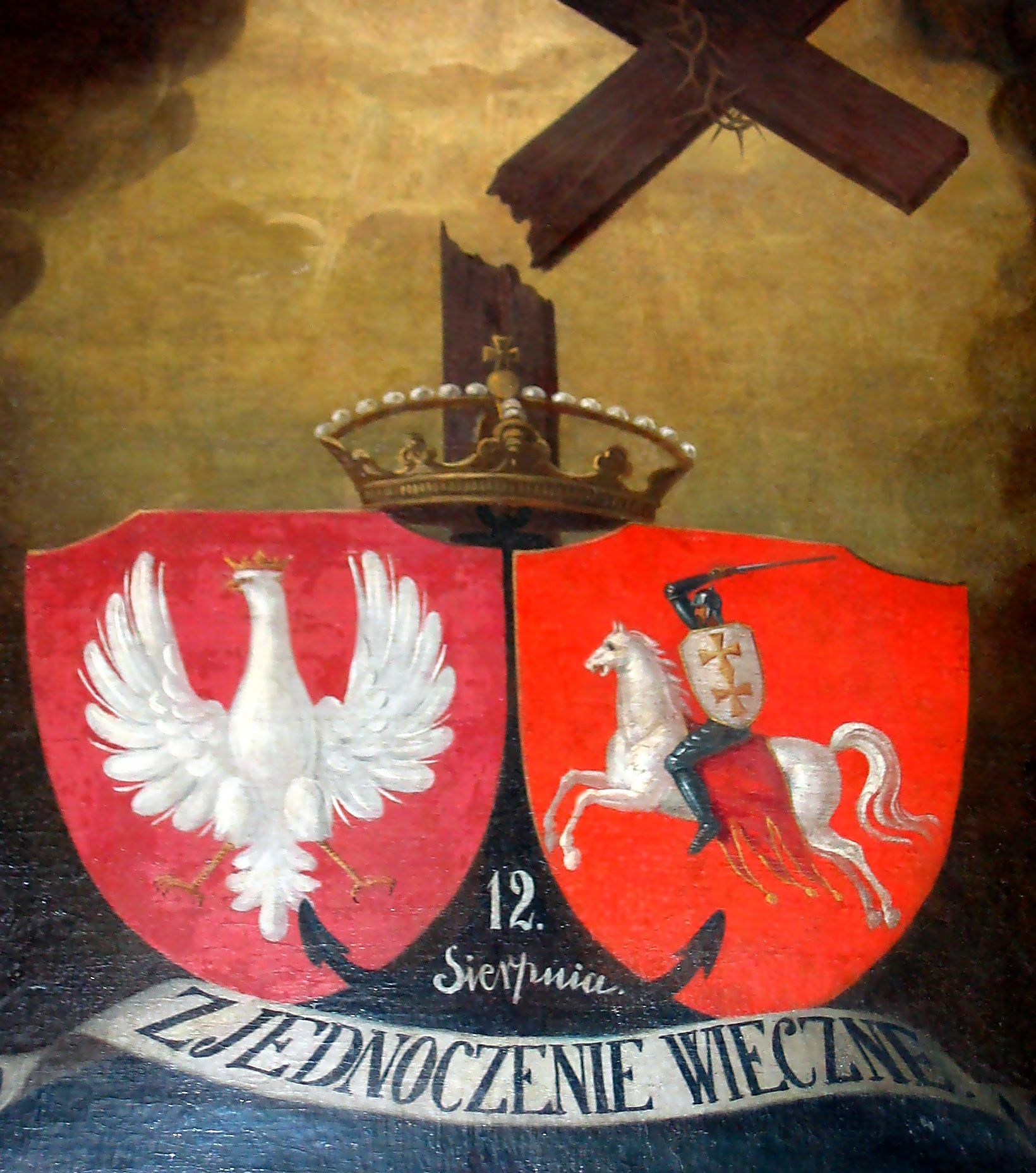
Obraz upamiętniający unię w Krewie

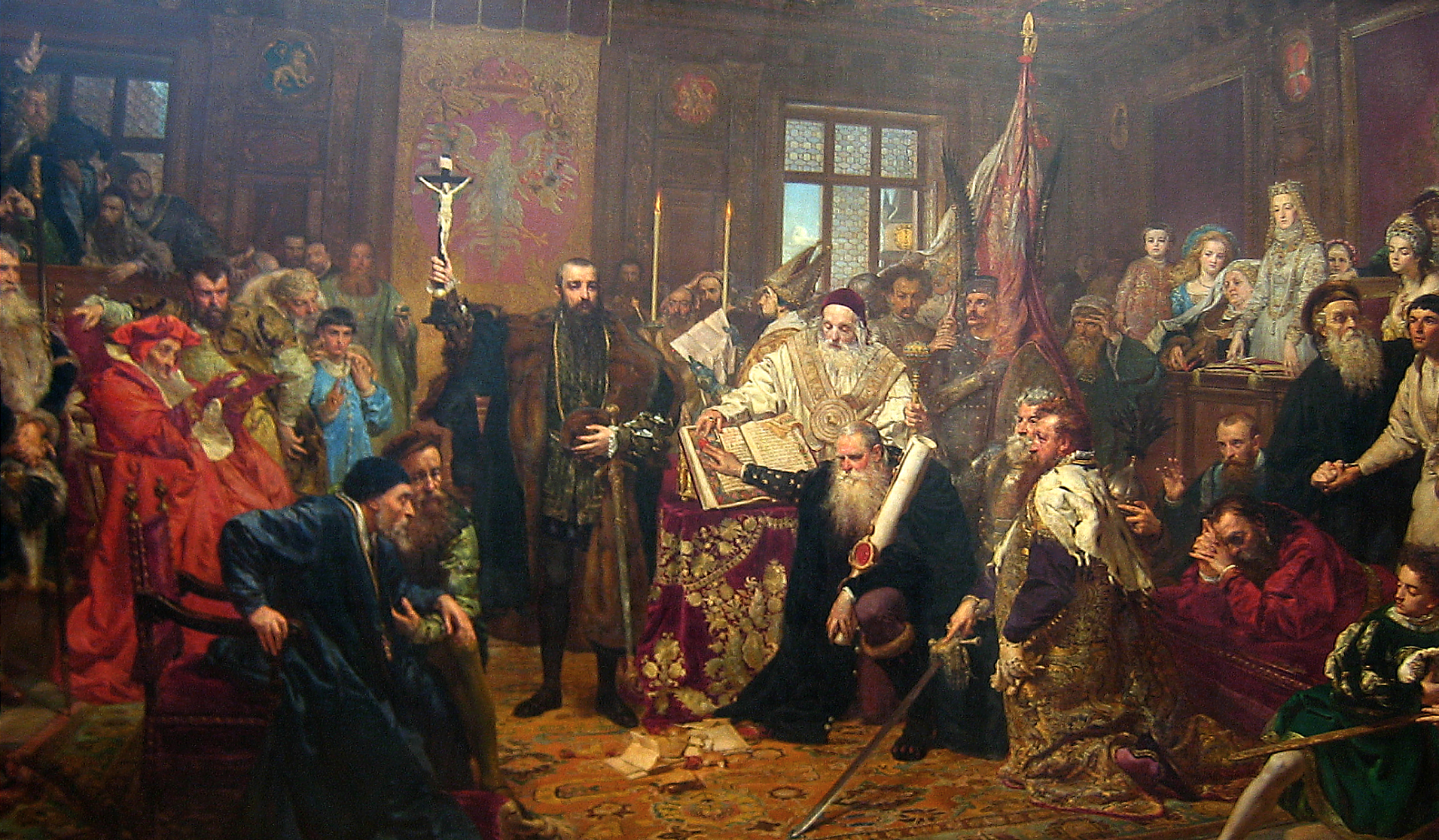
Unia lubelska 1569, obraz Jana Matejki

- 1385 – unia krewska – książę Litwy, Jagiełło, został poprzez małżeństwo (faktyczne i polityczne) z Jadwigą królem Polski, łącząc unią dwa państwa. W zamian miał przejść wraz ze swoim ludem na chrześcijaństwo, walczyć z Krzyżakami i wypuścić jeńców. Rok później został ochrzczony jako Władysław Jagiełło oraz koronowany. Unia krewska rozpadła się w 1399 roku, po śmierci Jadwigi.
- 1401 – unia wileńsko-radomska – potwierdzona i zmieniana w Wilnie i Radomiu – była efektem bezdzietnej śmierci Jadwigi i porażki Litwy w bitwie nad Worsklą. Witold (kuzyn Jagiełły) miał sprawować rządy na Litwie, a po jego śmierci władza miała wrócić do Władysława.
- 1413 – unia horodelska w Horodle – wprowadziła instytucję odrębnego wielkiego księcia na Litwie. Ustalono też, że decyzje dotyczące krajów mają zapadać przy współudziale szlachty polskiej i litewskiej, co było gwarancją odrębności Litwy.
- 1432 (1432–34) – unia grodzieńska w Grodnie
- 1440–1447 – zawieszona w czasie, gdy wielkim księciem litewskim, wbrew panom polskim (w myśl unii horodelskiej), został Kazimierz IV Jagiellończyk, oraz po śmierci króla Władysława Warneńczyka w roku 1444, w czasie trzech lat bezkrólewia[2]
- 1447 – Zbigniew Oleśnicki koronował na króla Polski Kazimierza Jagiellończyka – wznowienie unii personalnej[2]
- 1499 – unia krakowsko-wileńska
- 1501 – unia mielnicka w Mielniku
- 1569 (1 lipca) – unia lubelska – powstanie Rzeczypospolitej Obojga Narodów.
- 1791 – Konstytucja 3 maja zacieśniała (lecz nie znosiła) unię Królestwa Polskiego i Wielkiego Księstwa Litewskiego. Stworzono wspólne organy władzy centralnej, w tym Straż Praw i Komisje Wielkie Obojga Narodów. 20 października Sejm Czteroletni uchwalił przepisy wykonawcze do Konstytucji 3 maja pod nazwą Zaręczenia Wzajemnego Obojga Narodów.
- 1795 – III rozbiór Polski – wygasła unia lubelska.
- 1812 – Konfederacja Generalna Królestwa Polskiego – próba wskrzeszenia unii.